# All the Love in the World (The Corrs-sang)
"All the Love in the World" er en sang af det keltiske folkrockband The Corrs. Den blev udgivet i 2001 som en promotional single til de romantiske komediefilm America's Sweethearts fra samme år. Sangen blev skrevet af The Corrs i samarbejde med Robert John "Mutt" Lange, der også producerede den. "All the Love in the World" er en softrock ballade om ønsket om livslang kærlighed. Kritikerne var delte i deres mening om sangen; nogle mente det var en af de bedste numre på albummet, mens andre fandt den banal og svag.

## Baggrund og udgivelse
"All the Love in the World" var oprindeligt inkluderet på deres tredje studiealbum In Blue (2000). Sangen blev senere inkluderet på soundtracket til den romantiske komediefilm America's Sweethearts med Julia Roberts, Catherine Zeta-Jones og John Cusack. Den blev udgivet som promotional singletil filmen med en remixversion på soundtracket og på singlen (som også inkluderer albumversionen), og musikvideøn, der blev udgivet for yderligere at promovere den, indeholder scener fra filmen.
"All the Love in the World" blev skrevet af The Corrs (Andrea, Caroline, Sharon og Jim) i samarbejde med Robert John "Mutt" Lange, som også producerede sangen. Sangen, der er en popballade, handler om ønsket om livslang kærlighed. Remixversionen var inkluderet på opsamlingsalbummet Best of The Corrs (2001).

## Modtagelse

### Kritisk respons
Sangen fik blandede anmeldelser fra musikkritikerne. Steven McDonald fra Allmusic udpegede sangen som en af de bedste numre fra 'In Blue og America's Sweethearts Soundtrack. Lydia Vanderloo fra Barnes & Nobles skrev "Songs such as the soft-rock ballad 'All the Love in the World' use the subtle, graceful strains of these lovely instruments without throwing their finely calibrated pop songs out of whack." Kevin Oliver fra PopMatters kommenterede at "Lange’s heavy hand is evident in Spice Girls-lite balladry like, 'All the Love in the World'."
David Browne fra Entertainment Weekly var negativ og kaldet sangen "banal" og sammenlignede den med "adult contemporary radio fodder that feels very 1991", og sagde at sange "afventer Celine Dions tilbagekomst." Jane Stevenson fra Jam! betragtede "All the Love in the World," som "et af albummets svagere sange".

### Kommerciel succes
"All the Love in the World" var otte uger på US Adult Contemporary-hitlisten, og nåede #24 som højeste placering.

## Spor
Promo CD'
1. All The Love In The World (Robert John "Mutt" Lange Remix) - 3:55
2. All In A Day (Live At Wembley) - 4:06
3. All The Love In The World (Live At Wembley) - 4:34

## Hitlister
| Hitliste              | Højest placering |
| --------------------- | ---------------- |
| US Adult Contemporary | 24               |